# Karel Jaroslav Maška

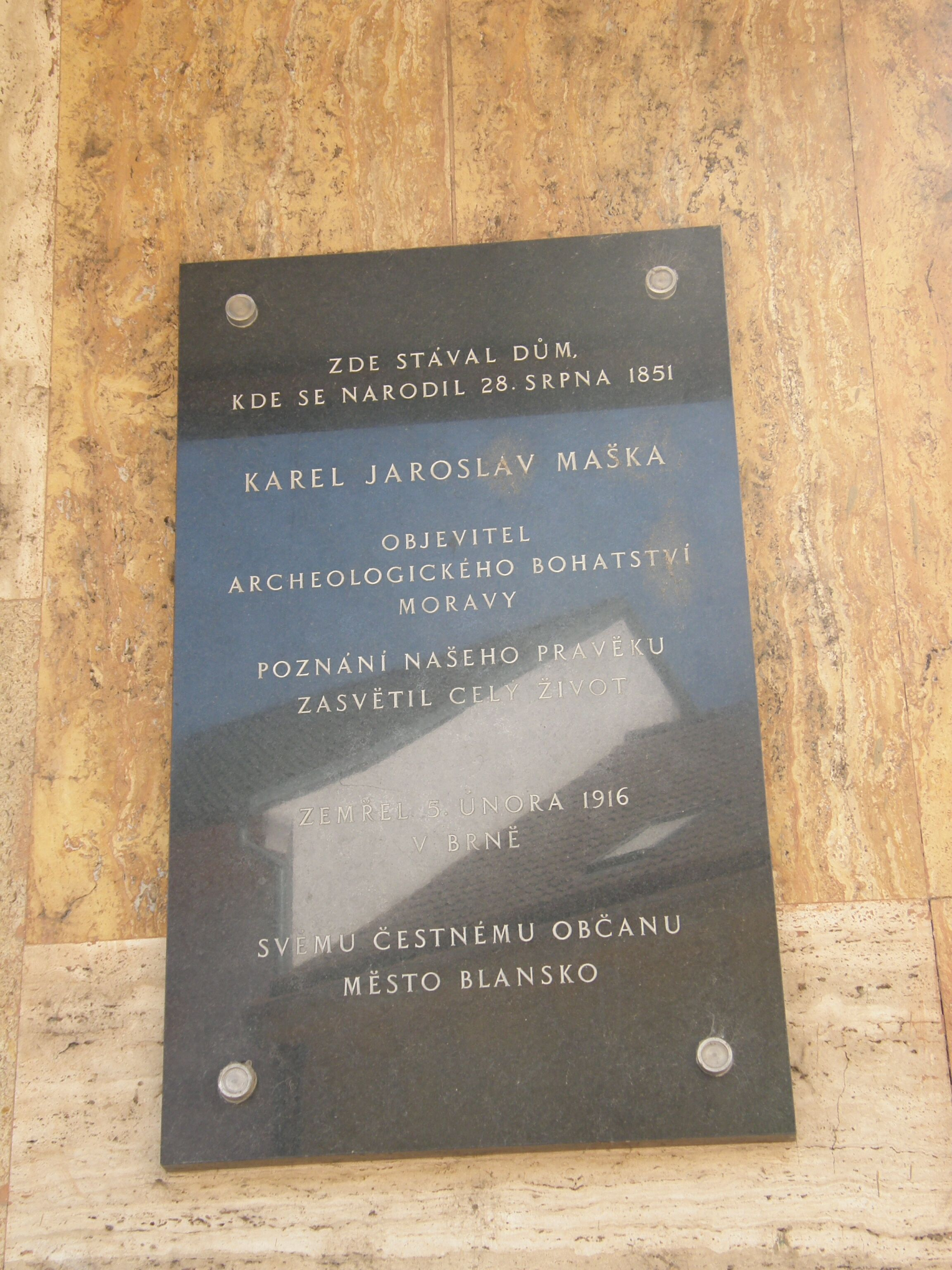
Pamětní deska Karla Jaroslava Mašky umístěná v Blansku v Rožmitálově ulici

Karel Jaroslav Maška (28. srpna 1851 Blansko – 6. února 1916 Brno) byl český učitel a archeologický badatel. Jako profesor působil v Novém Jičíně, později byl ředitelem reálky v Telči.
Byl objevitel šipecké čelisti neandrtálského dítěte na štramberském Kotouči a badatel v Moravském krasu. Ke konci svého života po svém penzionování pořádal nejen svoje, nýbrž i ostatní archeologické sbírky v Moravském zemském muzeu v Brně. Jeho syn prof. Otakar Maška připravil jeho kritický životopis Karel Jaromír Maška, Život a dílo moravského badatele o pravěku, vydaný Okresním vlastivědným muzeem v Blansku v roce 1965. Archeologické sbírky K. J. Mašky, rodáka z Blanska, byly zachovány Moravě až do roku 1945, než je strávil požár mikulovského zámku, kde byly uloženy před blížícími se operacemi před německo-ruskou frontou.